# Peugeot 205
Peugeot 205 – samochód osobowy klasy aut miejskich produkowany przez francuską markę Peugeot latach 1983 - 1998.

## Historia modelu

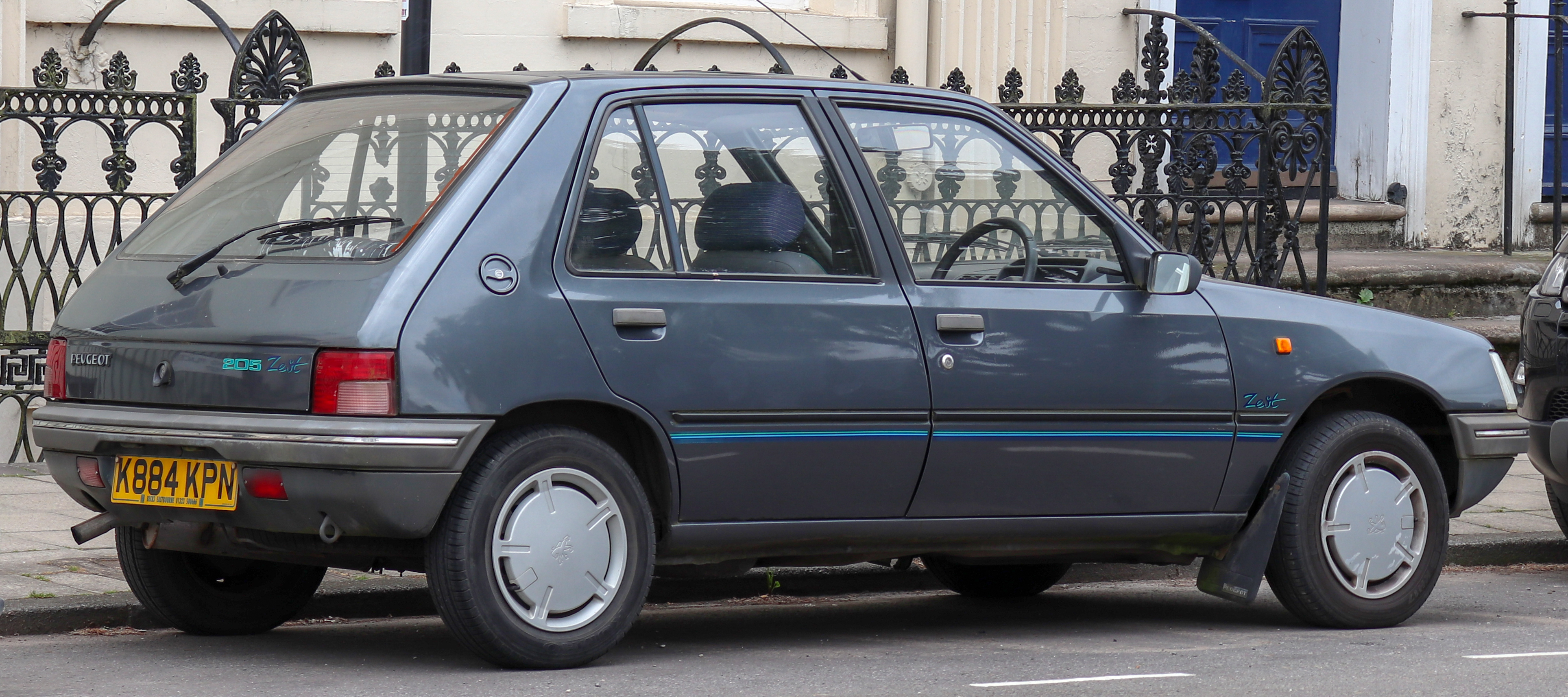
Peugeot 205 - tył

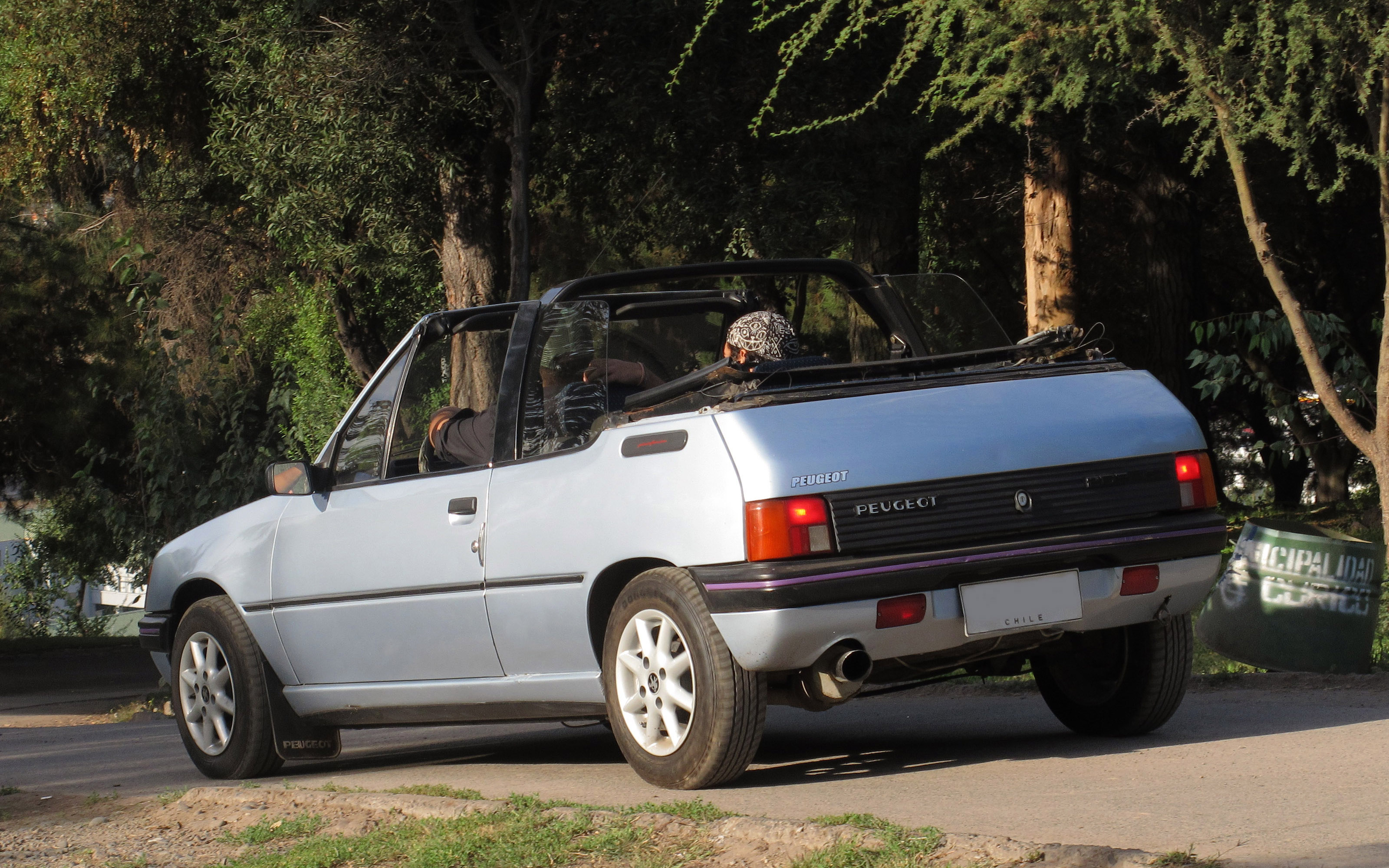
Peugeot 205 Cabriolet

Wielokrotnie nagradzany model 205 uważany jest za przełomowy model Peugeota, który zapoczątkował jego sukcesy finansowe. Przed 205 Peugeot był uważany za najbardziej konserwatywnego producenta spośród francuskiej "wielkiej trójki", który potrafi wytwarzać tylko wielkie sedany takie, jak 504 i 505. U genezy 205 leży przejęcie przez Peugeota firmy Simca w 1978 roku, która posiadała doświadczenie w tworzeniu małych samochodów. W 205 stosowano wiele rodzajów silników benzynowych i diesli. W pierwszych 205 używano silnika typu X "Douvrin" ze starszego modelu Peugeota 104. Później użyto nowszych silników benzynowych serii TU, XU oraz diesla XUD. 205 był wielkim hitem i jego stylistyczne parametry były widoczne w każdym modelu, który był produkowany po nim. Podczas 15-letniego okresu produkcji 205 nie została poddana faceliftingowi poza drobnymi zmianami deski rozdzielczej w 1987 roku i niewielkich zmian m.in. tylnej klapy oraz świateł w 1990 roku.
Produkcja 205 zmniejszała się po wprowadzeniu wspólnie zastępujących go modeli 106 i 306. Rynkowy popyt zachęcił jednak Peugeota do stworzenia modelu 206, który zadebiutował w roku 1998. W tym samym roku zaprzestano produkcji modelu 205. Model miał silnik z przodu i napęd na przednie koła.
W kilkuset egzemplarzach wyprodukowano wersję Turbo 16 (T16) skonstruowaną wspólnie przez Peugeota i firmę Talbot. Miał napęd na 4 koła, silnik umieszczony centralnie o pojemności skokowej 1778 cm³ wraz z turbosprężarką. Był krótszy od Lancii Delty, lecz miał większy rozstaw osi. Samochodem takim, przygotowanym pod rajdy, jeździł m.in. Ari Vatanen. Samochód (wersja 205 T16) ma na koncie dwa zwycięstwa z rzędu w Rajdowych Mistrzostwach Świata (1985, 1986) oraz trzy z rzędu zwycięstwa w Rajdzie Dakar (1987, 1988, 1989).
W plebiscycie na Europejski Samochód Roku 1984 model zajął 2. pozycję (za Fiatem Uno). Wyprodukowany w łącznej liczbie 5,3 miliona egzemplarzy, w wersjach trzydrzwiowy hatchback, pięciodrzwiowy hatchback, van oraz kabriolet.

### Wersje wyposażenia
Limitowane
- Griffe
- Lacoste
- Zenith
- Winner
- Roland Garros
- Green
- Rallye
- Open
- Champion
- Coctail
- Look
- Indiana
- F
- Oceane
- T-Shirt
- Sceptre
- IF
- Accent
- Dixie
- Aztec
- Zest
- Ace
- XSD
- STDT
- New Look
- Van
- Charro
- Seve
- Mito
- Trio
- GTD
- Elegance
- Inca
- GTX
- Magnum
- Jubilee
- Color Line
- Gentry
- 1FM
- Diabolo

Bazowe
- XE
- GL
- GR
- XT
- Automatic
- Generation
- Style
- GT
- GE
- GLD
- GRD
- XTD
- Junior
- XR
- GRDT
- DTurbo
- Sacre Numero
- Forever
- XL
- XRD
- SR
- XLD
- XRDT
- SRDT
- GTI
- XAD
- XRA
- XA
- Multi
- XS
- SRD

Kabriolety
- CT
- CTI
- CJ
- Convertribe
- RG Cabrio
- Geneve

### Dane techniczne
| Model               | 1.4 GT   | 1.6 CTI  | 1.6 GTI  | 1.6 GTI  | 1.9 GTI  | Turbo 16 | Turbo 16 E1 | Turbo 16 E2 |
| ------------------- | -------- | -------- | -------- | -------- | -------- | -------- | ----------- | ----------- |
| Pojemność silnika   | 1360 cm³ | 1580 cm³ | 1580 cm³ | 1580 cm³ | 1905 cm³ | 1775 cm³ | 1775 cm³    | 1775 cm³    |
| Moc maksymalna      | 80 KM    | 115 KM   | 105 KM   | 115 KM   | 130 KM   | 200 KM   | 320-350 KM  | 430-450 KM  |
| Prędkość maksymalna | 170 km/h | 185 km/h | 185 km/h | 195 km/h | 203 km/h | 208 km/h | –           | –           |
| 0-100 km/h          | 11,3 s   | 8,9 s    | 8,7 s    | 8,7 s    | 7,8 s    | b/d      | 4,3 s       | 3,3 s       |
| Czas na ¼ mili      | 17,9 s   | 17,5 s   | 16,8 s   | 17,4 s   | 16,6 s   | 15,6 s   | 12,6 s      | –           |